# Scelolyperus tejonicus
Scelolyperus tejonicus là một loài bọ cánh cứng trong họ Chrysomelidae. Loài này được Crotch miêu tả khoa học năm 1874.